# Neotamias sonomae
Tamias sonomae — вид гризунів родини білкових (Sciuridae). Ендемік північно-західної Каліфорнії в США. Представники роду Neotamias характеризуються наявністю двох премолярів.

## Поширення й середовище проживання
Сономський бурундук зустрічається лише в Каліфорнії, на північ від затоки Сан-Франциско. Більша частина його ареалу знаходиться в межах округів Сонома та Марін. Сономські бурундуки живуть у лісових або чагарникових районах. Їх можна зустріти в лісах з липкого лавра, сосни Пандероза, ялиці Дугласа, ялини, секвої та чорного дуба. Найчастіше вони пов'язані з хвойними лісами. Чапарраль, де мешкають сономські бурундуки, характеризується полиновими рівнинами. Сономські бурундуки живуть на висоті від 0 до 1800 метрів. Ці бурундуки зазвичай живуть на землі і риють нори в землі, але можуть лазити і гніздитися на деревах.

## Опис
Загальна довжина тіла (включаючи хвіст) становить 220—264 мм. Довжина хвоста коливається в межах 100—126 мм, довжина задньої лапи — 34–39 мм, а довжина вушної раковини — 15–19 мм. Важить сономський бурундук 25–125 грамів. Ці бурундуки мають п'ять чорно-коричневих смуг по всій довжині тіла з білими смугами між ними. Решта спинної та черевної частин тіла варіюється від палевого до коричного та сірого. Хвіст облямований білим кольором. Живіт сірувато-білий. Сономські бурундуки мають дві линьки на рік, з літнім і зимовим забарвленням. Зимове забарвлення, як правило, трохи темніше і тьмяніше, ніж літнє. N. s. alleni менший і темніший за N. s. sonomae. Виразного статевого диморфізму немає.

## Харчування та поведінка
Сономські бурундуки зазвичай харчуються на землі або лазять по невеликих гілках у чагарниках. Вони харчуються насінням, плодами, травами, бруньками деревних рослин, а також комахами і пташиними яйцями, і в першу чергу споживають репродуктивні продукти чагарників. Їжу вони збирають у защічні мішки і зберігають у норах. Ці бурундуки знаходять піднесені місця для їжі та відпочинку, звідки вони можуть спостерігати за навколишньою місцевістю на предмет хижаків. Сономські бурундуки мають високі, схожі на пташині, тривожні крики, які відрізняються від інших бурундуків і видаються у відповідь на потенційну загрозу. Зазвичай тривожні крики видають самиці. Ці тривожні сигнали, ймовірно, з'явилися завдяки родинному відбору, оскільки бурундуки, що знаходяться поблизу і чують тривожні сигнали, зазвичай є родичами особини, яка їх видає. Почувши тривожний сигнал, бурундук швидко рухається прямим шляхом до критого, захищеного місця і завмирає. Взимку ці бурундуки впадають у заціпеніння, але періодично прокидаються, щоб поїсти зі схованки, оскільки вони не накопичують жирові запаси.

## Розмноження
Сономські бурундуки розмножуються один раз на рік, у період з лютого по липень, але найчастіше у квітні-травні. Іноді буває другий сезон розмноження у самиць, якщо їхній перший приплід втрачається. Вагітність триває 28–36 днів. У виводку народжується 3–5 дитинчат, зазвичай 4.
Немовлят відлучають від грудей приблизно через 3 тижні, і мати перестає спілкуватися з ними після того, як їх відлучають від грудей. Молоді тримаються разом ще кілька тижнів після відходу матері. Після цього вони розходяться. Самці розходяться на більшу відстань, ніж самиці. Молодь досягає статевої зрілості протягом одного року, а тривалість життя цих бурундуків становить близько 64 місяців. Зазвичай самиці вигодовують потомство самостійно.